# La Fermeté
La Fermeté település Franciaországban, Nièvre megyében. Lakosainak száma 622 fő (2022. január 1.). La Fermeté Saint-Jean-aux-Amognes, Saint-Ouen-sur-Loire, Imphy, Beaumont-Sardolles, Limon, Saint-Benin-d’Azy és Sauvigny-les-Bois községekkel határos.

## Népesség
A település népességének változása:
| Lakosok száma | 691  | 697  | 684  | 655  | 635  | 632  | 629  | 627  | 622  |
|               | 2013 | 2015 | 2016 | 2017 | 2018 | 2019 | 2020 | 2021 | 2022 |